# Le Port d'Alger dans la brume
Le port d'Alger dans la brume est un tableau réalisé par Albert Marquet en 1943. Cette huile sur toile est conservée au musée des Beaux-Arts de Bordeaux. Il représente le port d'Alger, dans la colonie française de l'Algérie.